# Bauarbeiterdenkmal (Wiesbaden)

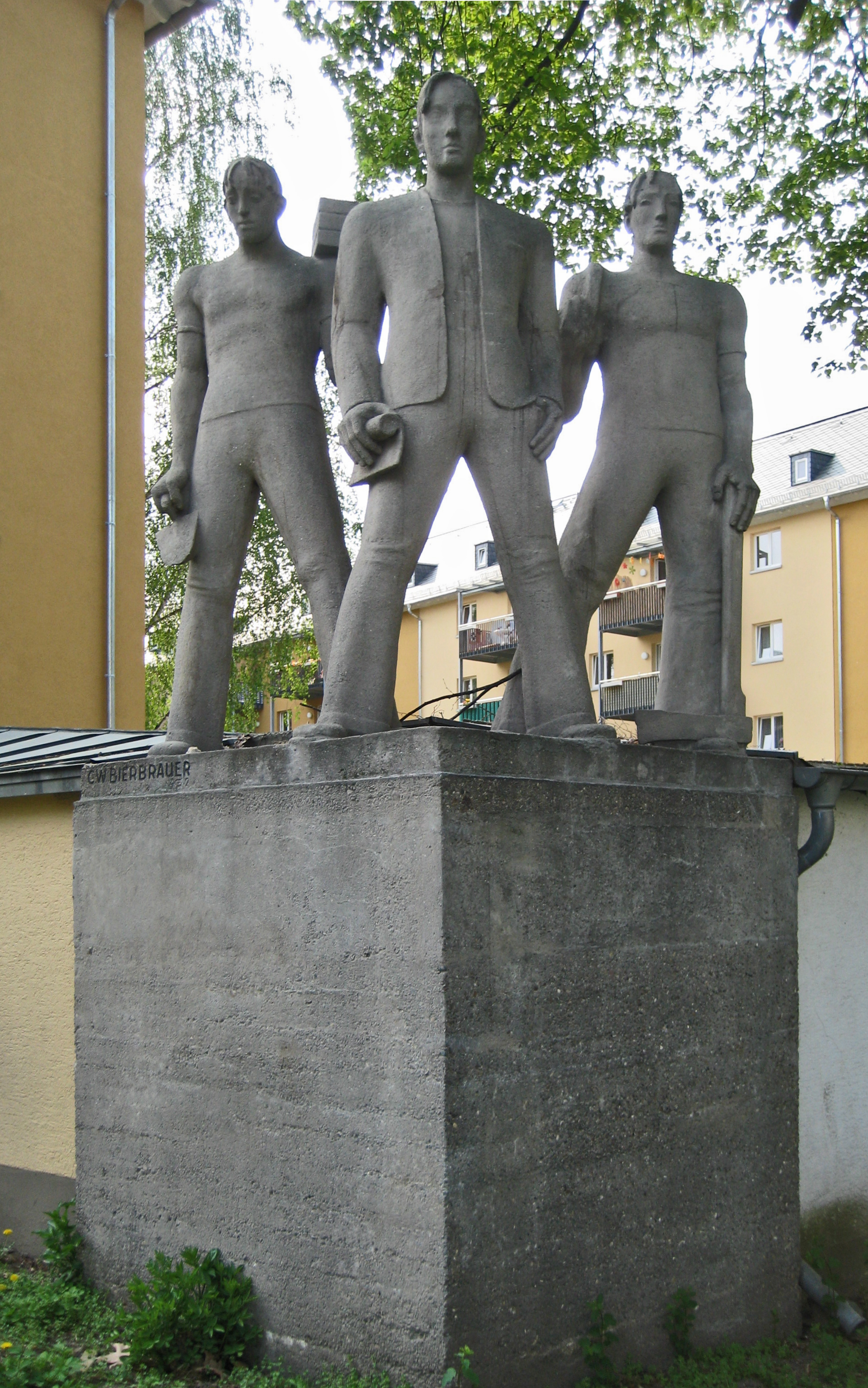
Das „Bauarbeiterdenkmal“ von Carl Wilhelm Bierbrauer am Loreleiring Ecke Oestricher Straße

Das Bauarbeiterdenkmal in Wiesbaden ist ein Denkmal im Wiesbadener Rheingauviertel. Es wurde im Jahr 1932 von dem Wiesbadener Bildhauer Carl Wilhelm Bierbrauer geschaffen. Auftraggeber war die Stadtverwaltung, die damit dreier Bauarbeiter gedachte, die beim Bau kommunaler Wohnanlagen im Viertel tödlich verunglückten.
Auf einem hohen, gemauerten Steinblock schuf Bierbrauer aus Kunststein drei überlebensgroße Figuren, die stilisiert drei Archetypen von Arbeitern darstellen:
- links ein Maurer, mit der Linken einen Ziegelstein schulternd, in der Rechten eine Kelle
- in der Mitte hervorgetreten ein Vorarbeiter, mit dem Bauplan in der Rechten
- rechts ein Zimmermann, mit der Rechten ein über die Schulter hängendes Seil haltend, in der Linken eine zu Boden gerichtete Axt

Bierbrauer folgte bei der Gestaltung dem zeitgenössischen Stil des Realismus. Die kraftvolle, athletische Darstellung der Arbeiter veranschaulicht dabei das Selbstbewusstsein der Arbeiterklasse zu Beginn der Weimarer Republik.